# オランダの映画
この項目ではオランダにおける映画産業の歴史等について述べる。

## 歴史
オランダの映画産業は小規模なものだが、いくつかの活発な時期を経て、比較的に繁栄してきているといえる。最初のブームは第一次世界大戦中に、オランダが中立国であったときに起こり、ホランディア (Hollandia) といった映画スタジオが長編作品を制作していった。第二の波は1930年代で、トーキーの時代に起こった。1934年から1940年の間には37本の長編映画が封切られた。この後の成長を支えた要因の一つは、音声技術を携えて海外からオランダに渡ってきた人々がいたことが挙げられる。その多くはヒトラーの政権を逃れたドイツからの人々であった。ダグラス・サークといった著名なドイツ人映画監督で、後にハリウッドに移った監督がこの時代にオランダで映画を制作している。
しかし第二次世界大戦中、オランダの映画業界はほぼ停止状態になってしまう。戦後すぐは国の復興に主な労力が傾けられ、映画産業は優先順位の低いジャンルであった。しかし1957年にはオランダ映画基金 (Nederlands Film Fund) が設立され、1958年にはオランダ映画アカデミー (Nederlandse Filmacademi) が設立さるなどし、1950年代後半になってオランダ映画界はより専門的になっていく。
オランダ映画は1970年代に更なる成功の時代を迎えたが、それは一人の監督 – ポール・ヴァーホーヴェン – によってもたらされたと言える。1970年代にヴァーホーヴェンが監督した5本の映画(『Business Is Business』1971年、『ルトガー・ハウアー/危険な愛』1973年、『娼婦ケティ』1976年、『女王陛下の戦士』1977年、『SPETTERS/スペッターズ』1980年)は、そのどれもがヒットし、これまでで最も成功したオランダ映画のトップ12に入っている。『ルトガー・ハウアー/危険な愛』と、『女王陛下の戦士』は海外でも成功を収め、ヴァーホーヴェンがハリウッドに渡るきっかけとなった。ヴァーホーヴェンは、1983年アメリカ公開の『4番目の男』以降は英語作品を制作してきたが、2006年には久しぶりに自国語の映画である『ブラックブック』を監督した。
1980年代は、オランダが「ネダーホラー」という独特のオランダ製ホラー映画ジャンルが産んだ。監督ディック・マースが製作した『アムステルダム無情』がオランダ、及び他の欧米国で大ヒットし彼はネダーホラーの先駆者とも呼ばれる。2000年代にはオランダ人トム・シックス監督が国際製作ホラー映画『ムカデ人間』三部作を製作し、国際的に論争を受けた。
1990年代半ば、オランダ政府はオランダ映画への投資を促進する税金回避策('CV-regeling'と呼ばれる)を打ち立てた。この政策が実施されて以降、オランダにおいて映画製作がちょっとしたブームとなった。しかし、税金対策で作られた映画よりも、2001年の『Costa!』といった若者向けの作品のヒットで若い観客が映画館に戻ってきたことが映画産業にとって大きい出来事であった。『Costa!』はオランダ人のティーンエイジャーが、スペインの海岸で休暇を過ごすという内容である。この映画の成功により、よく似た映画が量産され、またスピンオフ作品としてテレビシリーズが制作される結果となった。
近年になって、多文化を扱った作品が好まれるようになっている。2004年の"Hush Hush Baby" (Shouf Shouf Habibi) と2005年の "Schnitzel Paradise" (Het Schnitzelparadijs) は両方ともモロッコ系オランダ人に焦点を当てたコメディで、成功を収めた。この2つの作品はベルリン国際映画祭で上映されている。

## 著名なオランダ人監督
- アレックス・ファン・ヴァーメルダム
- テオ・ファン・ゴッホ
- フォンス・ラデメーカーズ
- ポール・ヴァーホーヴェン
- ディック・マース
- マルレーン・ゴリス
- ヨリス・イヴェンス

## 映画祭
- アムステルダム国際ドキュメンタリー映画祭
- オランダ映画祭 (Netherlands Film Festival)
- ロッテルダム国際映画祭